# Gallejaurdammen
Gallejaurdammen är ett kraftverksmagasin i Arvidsjaurs kommun och Norsjö kommun i Västerbotten och ingår i Skellefteälvens huvudavrinningsområde. Sjön har en area på 4,33 kvadratkilometer och ligger 309 meter över havet. Sjön avvattnas genom Gallejaurekanalen till Sandforsdammen.

## Delavrinningsområde
Gallejaurdammen ingår i det delavrinningsområde (723331-167006) som SMHI kallar för Utloppet av Gallejaurdammen. Medelhöjden är 343 meter över havet och ytan är 13,42 kvadratkilometer. Det finns ett avrinningsområde uppströms, och räknas det in blir den ackumulerade arean 17,36 kvadratkilometer. Gallejaurekanalen som avvattnar avrinningsområdet har biflödesordning 2, vilket innebär att vattnet flödar genom totalt 2 vattendrag innan det når havet efter 106 kilometer. Avrinningsområdet består mestadels av skog (61 procent). Avrinningsområdet har 4,3 kvadratkilometer vattenytor vilket ger det en sjöprocent på 32,1 procent.